# Carretera de Nebraska 50
La Carretera de Nebraska 50, y abreviada NE 50 (en inglés: Nebraska Highway 50) es una carretera estatal estadounidense ubicada en el estado de Nebraska. La carretera inicia en el Sur desde la K 63  sur de Du Bois hacia el Norte en la US 275  , NE 92  en Omaha. La carretera tiene una longitud de 147,3 km (91.50 mi).

## Mantenimiento
Al igual que las autopistas interestatales, y las rutas federales y el resto de carreteras estatales, la Carretera de Nebraska 50 es administrada y mantenida por el Departamento de Carreteras de Nebraska por sus siglas en inglés NDOR.

## Cruces
La Carretera de Nebraska 50 es atravesada principalmente por la  NE 4  oeste de Table Rock
 US 136  en Tecumseh
 NE 2  norte de Syracuse
 US 34  norte de Syracuse
 I 80  suroeste de Omaha.